# Cuscino berlinese

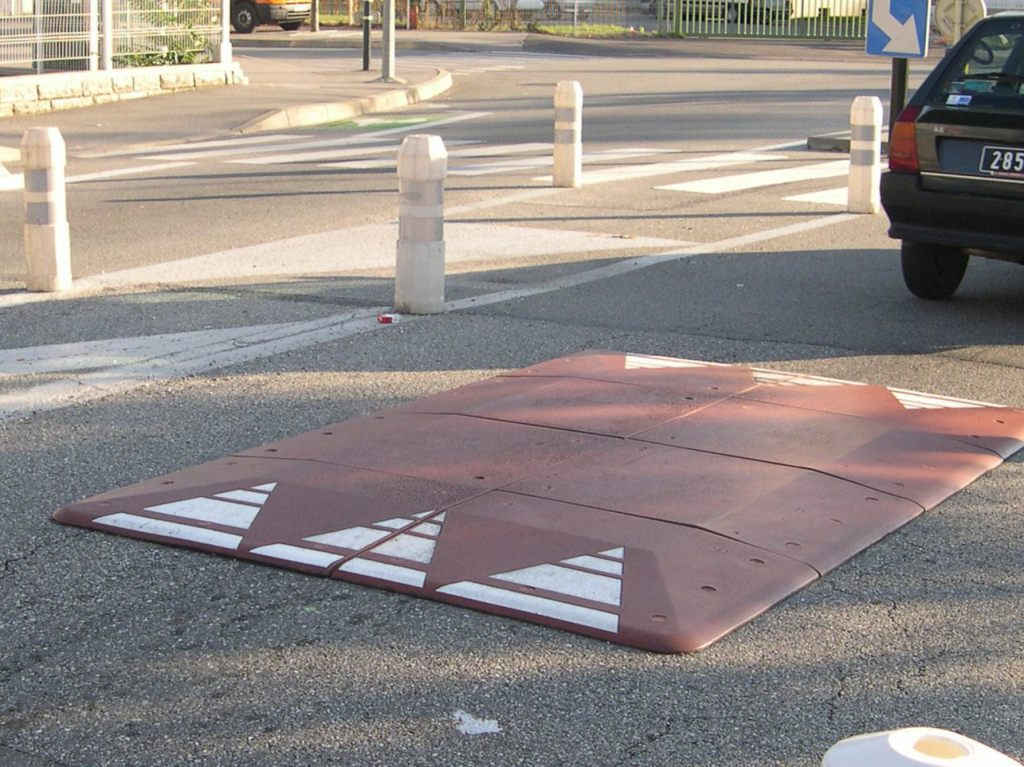
Cuscino berlinese

Il cuscino berlinese è un particolare tipo di dosso stradale, solitamente di forma quadrata, che non si estende a tutta la larghezza della carreggiata. 
Il suo scopo è quello di rallentare la velocità di circolazione del traffico veicolare (soprattutto quello delle autovetture) senza comunque arrecare alcun disagio o rallentamento a bus, alcuni mezzi di soccorso e mezzi a due ruote. Questo aspetto li rende molto adatti ad essere collocati nelle cosiddette Zone 30. 
Il nome deriva dal fatto che Berlino è stata la prima città a sperimentarne l'efficacia.